# Disperis virginalis
Disperis virginalis är en orkidéart som beskrevs av Rudolf Schlechter. Disperis virginalis ingår i släktet Disperis och familjen orkidéer. Inga underarter finns listade i Catalogue of Life.